# Gerrhoceras paradoxa
Gerrhoceras paradoxa är en tvåvingeart som beskrevs av Erich Martin Hering 1942. Gerrhoceras paradoxa ingår i släktet Gerrhoceras och familjen borrflugor.
Artens utbredningsområde är Bolivia. Inga underarter finns listade i Catalogue of Life.